# オールド・テロリスト
『オールド・テロリスト』は、村上龍の小説。2011年6月号から2014年9月号にかけて『文藝春秋』で連載された。単行本化にあたり加筆され、2015年6月に文藝春秋から刊行された。
現代日本の閉塞感と共に、後期高齢者に焦点を当てた作品となっている。

## あらすじ
時は2018年。NHKにテロの予告電話があり、フリーの記者のセキグチが取材にあたる。テロは予告通り実行され、現場にいたセキグチは、犯人グループを追いかけていく。続いて、2番目、3番目のテロが起こり、セキグチは老人たちからなる、「キニシ スギオ」なる組織の存在に行き着く。彼らの目的は日本をリセットするという大それたものであったが、レポートを依頼されたセキグチは次第に引き込まれていく。そして彼らの真の標的とは…。

## 登場人物

### 主要人物
セキグチ テツジ（関口 哲治）
54歳。本編の主人公。フリーの記者。元週刊誌記者。7年前に離婚。『希望の国のエクソダス』に登場する。
由美子
セキグチの元妻。外資系証券会社勤務。シアトル在住。
マツノ
33歳。「ウェブマガジン」編集部の一人。IT分野が得意。
カツラギ ユリコ
20代半ば。精神が不安定な女性。
ナガタ
情報収集や分析の専門家。カツラギの叔父。

### オールド・テロリスト
キニシ スギオ（来西 杉雄）
テロリスト全体のニックネーム。「気にしすぎの人たち」が語源。
コンドウ
カツラギの母方祖父の知り合い。鼻と喉にチューブが入っており，自宅で療養生活。
アキヅキ
70代前半。「アキヅキ・メンタルクリニック」院長。心療内科医。
ミツイシ（光石 幸司）
70代半ば。「新光興産」経営者。創業者の父 光石洋二郎は、満州からの引き上げ者。
ヨシザキ
NHKにテロの予告電話をかける。「満州国の人間」と称する。
太田 浩之
70代後半。製麺機工場を経営。
カリヤ
90歳。旧満州国の軍官学校出身。日本刀での剣舞が得意。
サヌキ
テロリストの一人。
サカキムラ
元プログラマー。88ミリ高射砲のシミュレーション担当。
モチダ
埼玉の町医者。精神科医。アキヅキの恩師。
アラキ
テロリストの一人。

### その他
オガワ
「ウェブマガジン」出版社の役員。ヨシザキの元上司。テロの予告電話を受ける。
コンノ
40代後半。NHK報道局職員。
山口 修平
21歳。私立大生。経済学専攻。一酸化炭素中毒で自殺。
富川 治
22歳。私立大生。経済学専攻。一酸化炭素中毒で自殺。
横光 あい子
24歳。都内のうどんチェーン店の店長代理。短大英文学科卒。一酸化炭素中毒で自殺。
滝沢 幸夫
27歳。池上柳橋商店街で刈払機でテロ。
岩西
71歳。喫茶店「ロックウエスト」の店主。頑固で硬派な老人。愛称「ガンさん」。
オノ
70歳代。「アキヅキ・メンタルクリニック」受付の女性。
大澤 紀之
大澤税理士事務所所長。「アキヅキ・メンタルクリニック」と契約している。
トウゴウ
黒いスーツの老婦人。コンドウの看護をする。
ジョー
イラン人と日本人のハーフの格闘家。本名「壌一」。身長150cm以下。
山方 吾郎
60代半ば。元文部省官僚。ホテル・レストランチェーンの顧問。
ヨネハラ
中年男。浜岡原発テロの実行犯のダミー。
アスナ
13歳。セキグチ テツジと由美子の娘。
西木
50代前半。内閣府副大臣。由美子のボスの同級生。
ヨシナガ
内閣官房長官。
ヤムチャック
アメリカ海兵隊幹部。

## 用語
トツキリ
「突然切りつける」の略語。
赤身
可燃剤。
大トロ
イペリット（=マスタードガス）。化学兵器のひとつ。皮膚をただれさせる。
88ミリ高射砲
第二次世界大戦前よりドイツ軍で使用され、同盟国にも輸出された、口径8.8cmの高射砲。
成形炸薬弾（せいけいさくやくだん）
戦車装甲やコンクリートのトーチカを貫通するために作られた砲弾。
マルタ（丸太）
人体実験に使われた人。